# Berthe Etane Ngolle
Berthe Emillene Etane Ngolle (19 de mayo de 1995) es una deportista camerunesa que compite en lucha libre. Ganó una medalla de plata en los Juegos Panafricanos de 2015. Ha ganado una medalla de bronce en el Campeonato Africano de Lucha de 2015.

## Palmarés internacional
| Juegos Panafricanos | Juegos Panafricanos               | Juegos Panafricanos | Juegos Panafricanos |
| Año                 | Lugar                             | Medalla             | Categoría           |
| ------------------- | --------------------------------- | ------------------- | ------------------- |
| 2015                | Brazzaville (República del Congo) | Medalla de plata    | 63 kg               |
| Campeonato Africano |                                   |                     |                     |
| Año                 | Lugar                             | Medalla             | Categoría           |
| 2015                | Alejandría (Egipto)               | Medalla de bronce   | 63 kg               |